# Club des patineurs lyonnais
Der Club des patineurs lyonnais war eine französische Eishockeymannschaft aus Lyon. 

## Geschichte
Der Club des patineurs lyonnais wurde 1953 gegründet. Zuvor gab es Anfang des Jahrhunderts mit dem Sporting Club de Lyon bereits einen weiteren erfolgreichen Eishockeyverein aus der Stadt. Der Club des patineurs lyonnais gewann in der Saison 1955/56 den französischen Meistertitel. Zwar spielte die Mannschaft auch in der Folgezeit noch regelmäßig erstklassig, jedoch konnte sie nicht mehr an diesen Erfolg anknüpfen und spielte ab den 1980er Jahren überwiegend unterklassig. Im Jahr 1997 ging der Club in Konkurs, woraufhin der Lyon Hockey Club als Nachfolgeverein gegründet wurde.

## Bekannte ehemalige Spieler
- Denis Dupéré
- François Rozenthal
- Maurice Rozenthal